# Sommer-Paralympics 2016/Teilnehmer (Myanmar)
| stlisierte Goldmedaille | stlisierte Silbermedaille | stlisierte Bronzemedaille |
| ----------------------- | ------------------------- | ------------------------- |
| —                       | —                         | —                         |

Myanmar entsendete zu den Paralympischen Sommerspielen 2016 in Rio de Janeiro zwei männliche Athleten.

## Teilnehmer nach Sportart

### Leichtathletik
Männer:
- Kyaw Kyaw Win (400 Meter T43/44) – 56,74 s, Platz 8

### Schwimmen
Frauen:
- Aung Myint Myat (100 Meter Freistil und Rücken S6) – Vorrunde / 1:24,23 min, Platz 8